# Adam Neumann
Adam Neumann (Telavive, 1979) é um ex-empresário bilionário israelense-americano. Em 2018, apareceu na lista de 100 pessoas mais influentes do ano pela Time.